# Distichopora providentiae
Distichopora providentiae is een hydroïdpoliep uit de familie Stylasteridae. De poliep komt uit het geslacht Distichopora. Distichopora providentiae werd in 1909 voor het eerst wetenschappelijk beschreven door Hickson & England. 